# Necydalis morio
Necydalis morio là một loài bọ cánh cứng trong họ Cerambycidae.